# Neivamyrmex melshaemeri
Neivamyrmex melshaemeri é uma espécie de formiga do gênero Neivamyrmex.